# 7 février
Pour les articles homonymes, voir Sept-Février.
7 janvier 7 mars
Chronologies thématiques
- Croisades
- Ferroviaires
- Sports
- Disney
- Anarchisme
- Catholicisme

Abréviations / Voir aussi
- (° 1852) = né en 1852
- († 1885) = mort en 1885
- a.s. = calendrier julien
- n.s. = calendrier grégorien
- Calendrier
- Calendrier perpétuel
- Liste de calendriers
- Naissances du jour

Le 7 février est le 38e jour de l'année du calendrier grégorien (il en reste ensuite 327, 328 lorsqu'elle est bissextile).
C'était généralement le 19 pluviôse du calendrier républicain ou révolutionnaire français, officiellement dénommé jour de la pulmonaire.

## Événements

### Vesiècle
- 457 : Léon Ier devient empereur d'Orient après son mariage avec l'impératrice d'Orient Aelia Verina.

### XIVesiècle
- 1301 : Édouard de Carnarvon devient prince de Galles.

### XVesiècle
- 1497 : bûcher des Vanités organisé par Jérôme Savonarole à Florence.

### XVIIesiècle
- 1623 : traité de Paris entre la France, les États de Savoie et la république de Venise contre l'Espagne.
- 1653 : Nicolas Fouquet est nommé surintendant des finances en France[1].

### XVIIIesiècle
- 1752 : première interdiction de l'Encyclopédie.
- 1783 : fin du siège de Gibraltar.
- 1792 : alliance austro-prussienne contre la France.
- 1795 : adoption du Onzième amendement de la Constitution des États-Unis.

### XIXesiècle
- 1809 : en France, décret créant la Chambre de commerce de Dieppe[2].
- 1831 : adoption de la Constitution belge par le Congrès national.
- 1855 : signature du traité de Shimoda.
- 1900 : la bataille de Vaal Krantz se conclut par une victoire boer pendant la seconde guerre des Boers.

### XXesiècle
- 1901 : mariage de Wilhelmine des Pays-Bas avec Henri de Mecklembourg-Schwerin.
- 1904 : grand incendie de Baltimore.
- 1918 : le Fourth Reform Act, accordant le suffrage universel aux hommes et censitaire aux femmes de plus de 30 ans, est adopté au Royaume-Uni.
- 1920 : l'amiral Alexandre Vassilievitch Koltchak, un des chefs des armées blanches en Sibérie, est exécuté par les bolcheviks[3].
- 1939 : ouverture d'une conférence (en) à Londres pour régler la question de l'immigration juive en Palestine[4].
- 1943 : succès de l'Opération Ke à la fin de la bataille de Guadalcanal.
- 1947 : un plan britannique de partage de la Palestine en zones arabe et juive, avec administration sous tutelle, est repoussé par les Arabes et les Juifs[5].
- 1951 : massacre de Sancheong et Hamyang pendant la guerre de Corée.
- 1965 : début de l'opération « Tonnerre » qui consiste à bombarder massivement le Nord Viêt Nam[6].
- 1971 : les femmes obtiennent le droit de vote au niveau fédéral en Suisse.
- 1973 : constitution de la commission d'enquête sénatoriale sur le scandale du Watergate.
- 1974 : indépendance de l'île de la Grenade.
- 1979 : élection de Chadli Bendjedid à la Présidence de l'Algérie.
- 1985 : verdict du procès de l'assassinat du père Jerzy Popieluszko et condamnation de plusieurs militaires à de longues peines de prison.
- 1986 : fuite de Jean-Claude Duvalier, président de la république d'Haïti, pour la France.
- 1990 : le comité central du PCUS accepte de renoncer à son monopole sur le pouvoir politique pendant la dislocation de l'URSS.
- 1991 :
  - Jean-Bertrand Aristide devient président d'Haïti.
  - attaque au mortier du 10 Downing Street.
- 1992 : signature du traité de Maastricht.
- 1996 :
  - Letsie III devient roi du Lesotho.
  - René Préval prête serment comme président élu d'Haïti.
- 1999 : début du règne d'Abdallah II de Jordanie.
- 2000 : victoire de Stjepan Mesić à l'élection présidentielle en Croatie.

### XXIesiècle
- 2001 : Jean-Bertrand Aristide prête de nouveau serment en Haïti.
- 2004 : près de 400 membres du Fatah, le parti de Yasser Arafat, démissionnent pour protester contre la corruption et le manque d'ouverture à l'intérieur du parti.
- 2012 : le président des Maldives, Mohamed Nasheed, quitte le pouvoir à l’issue d’une mutinerie de l’armée. Son successeur est Mohammed Waheed Hassan.
- 2014 : cérémonie d'ouverture des Jeux olympiques d'hiver à Sotchi (Russie).
- 2016 : lancement du satellite d'observation de la Terre Kwangmyŏngsŏng 4 par la république populaire démocratique de Corée.
- 2021 :
  - en Équateur, le premier tour de l'élection présidentielle a lieu  afin d'élire le président du pays pour un mandat de cinq ans. Deux candidats de gauche se qualifient pour le second tour qui se déroule le 11 avril 2021[7]. Elle est couplée aux élections législatives.
  - au Liechtenstein, les élections législatives se déroulent afin de renouveler les 25 sièges du Landtag, le parlement du pays. La majorité sortante de centre droit remporte le scrutin[8].
- 2024 : en Azerbaïdjan, Ilham Aliyev est réélu dès le premier tour de l'élection présidentielle[9].

## Arts, culture et religion
- 1792 : le compositeur Domenico Cimarosa connaît un triomphe à Vienne (Autriche) avec son opéra-bouffe Le Mariage secret[10].
- 1857 : Gustave Flaubert est acquitté d'accusations d'outrages aux bonnes mœurs[11].
- 1914 : sortie du court-métrage Charlot est content de lui, avec Charlie Chaplin, premier film où l'on découvre le personnage de Charlot.
- 1938 : Le Théâtre et son double, par Antonin Artaud[12].
- 1939 : internement d'Antonin Artaud à Ville-Évrard[13].
- 1940 : sortie du long-métrage d'animation Pinocchio aux États-Unis, un classique Disney.

## Sciences et techniques
- 1984 : Bruce McCandless II réalise la première sortie extravéhiculaire libre au cours de la mission STS-41-B de la navette spatiale Challenger.
- 1999 : lancement de la sonde spatiale Stardust.
- 2001 : la navette spatiale américaine Atlantis décolle pour une mission de onze jours destinée à installer le laboratoire scientifique Destiny sur la Station spatiale internationale / l'ISS.
- 2014 : annonce en Angleterre de la découverte d'empreintes de pas d'hominiens fossilisées dites traces de pas d'Happisburgh.

## Économie et société
- 1517 : François Ier donne commission à l'amiral Guillaume Gouffier de Bonnivet de construire un port au lieu-dit "de Grâce" (Le Havre)[14].
- 1962 : un coup de grisou coûte la vie à 298 mineurs dans un charbonnage à Luisenthal près de Sarrebruck[15].
- 1992 : en conséquence de l'affaire Habache, Georgina Dufoix démissionne de la présidence de la Croix-Rouge française[16].
- 2002 : dépôt de bilan de la compagnie Air Afrique, après 40 ans d'existence.
- 2004 :
  - un nouveau séisme (entre 6,2 et 7,5 sur l'échelle ouverte de Richter) secoue l'Indonésie et tue 34 personnes.
  - Jean-Claude Mailly succède à Marc Blondel au poste de secrétaire général de Force ouvrière.
- 2005 : Ellen MacArthur bat le record du tour du monde à la voile en solitaire[17].
- 2021 : en Inde, la vidange brutale de lac glaciaire de l'Uttarakhand provoque une inondation qui fait près de 200 disparus[18].

## Naissances

### VIesiècle
- 574 : Shōtoku, prince et politicien japonais († 8 avril 622).

### XVesiècle
- 1478 : Thomas More, écrivain, philosophe, théologien et homme politique anglais († 6 juillet 1535).

### XVIIIesiècle
- 1743 : Nicolas-Jean Hugou de Bassville, révolutionnaire français († 13 janvier 1793).
- 1793 : Charles de Menthon d'Aviernoz, noble militaire et personnalité politique savoyarde († 12 janvier 1858).

### XIXesiècle
- 1804 : John Deere, industriel américain († 17 mai 1886).
- 1808 : Édouard De Bièfve, peintre belge († 7 février 1882).
- 1812 : Charles Dickens, romancier britannique († 9 juin 1870).
- 1816 : Jean Frédéric Frenet, professeur et physicien français († 12 juin 1900).
- 1828 : Adolphe Perraud, cardinal français († 10 février 1906).
- 1842 : Alexandre Ribot, homme politique français († 13 janvier 1923).
- 1865 : Michel Carré, acteur, dramaturge et réalisateur français († 11 août 1945).
- 1867 : Laura Ingalls Wilder, romancière américaine († 10 février 1957).
- 1877 : Godfrey Harold Hardy, mathématicien britannique († 1er décembre 1947).
- 1883 : Eric Temple Bell, mathématicien britannique († 21 décembre 1960).
- 1884 : Achille Liénart, cardinal français († 15 février 1973).
- 1885 :
  - Sinclair Lewis, romancier et dramaturge américain († 10 janvier 1951).
  - Berthe Sylva (Berthe Francine Ernestine Faquet dite), chanteuse française († 24 mai 1941).
- 1887 : Eubie Blake, pianiste et compositeur américain de ragtime († 12 février 1983).
- 1899 : 
  - Louis Louvet, militant anarchiste et syndicaliste français († 15 mars 1971).
  - René Crabos, joueur de rugby français, capitaine de l'équipe nationale († 17 juin 1964).

### XXesiècle
- 1906 : Puyi (溥仪), dernier empereur de Chine de 1908 à 1912 et en 1917 († 17 octobre 1967).
- 1907 : Kurt Hasse, cavalier allemand double champion olympique († 9 janvier 1944).
- 1908 : Buster Crabbe (Clarence Linden Crabbe II dit), nageur et acteur américain († 23 avril 1983).
- 1909 :
  - Hélder Câmara, archevêque catholique brésilien, archevêque d'Olinda et Recife de 1964 à 1985 († 27 août 1999).
  - Anna Świrszczyńska, poétesse polonaise († 30 septembre 1984).
- 1912 : Henri Romagnesi, mycologue français († 18 janvier 1999).
- 1915 : Eddie Bracken, acteur américain († 14 novembre 2002).
- 1924 : Aimé Major, chanteur et comédien québécois († 9 juin 1996).
- 1926 : Estanislao Esteban Karlic, cardinal argentin, archevêque de Paraná († 8 août 2025).
- 1927 : 
  - Juliette Gréco, chanteuse et comédienne française († 23 septembre 2020).
  - Volodymyr Kuts, athlète ukrainien spécialiste du fond, double champion olympique († 16 août 1975).
  - Denise Mennet, dessinatrice et peintre vaudoise.
- 1932 : 
  - Vasiliy Kuznetsov, athlète russe spécialiste du décathlon († 6 août 2001).
  - Reinhold Rau, naturaliste sud-africain († 11 février 2006).
  - Alfred Worden, astronaute américain († 17 mars 2020).
- 1934 :
  - King Curtis (Curtis Ousley dit), saxophoniste américain († 13 août 1971).
  - Earl King, chanteur, guitariste et compositeur américain († 17 avril 2003).
- 1937 : Juan Pizarro (en), joueur de baseball portoricain et américain († 18 février 2021).
- 1940 :
  - Jean-Charles Descubes, évêque catholique français, archevêque de Rouen de 2004 à 2015.
  - Tony Tan Keng Yam, mathématicien, banquier et homme politique 7e président de la république de Singapour depuis 2011.
- 1943 : 
  - Sylvain Lelièvre, auteur-compositeur et interprète québécois († 30 avril 2002).
  - Gareth Hunt, acteur britannique († 14 mars 2007).
- 1946 :
  - Héctor Babenco, réalisateur, scénariste et producteur de cinéma brésilien d'origine argentine († 13 juillet 2016).
  - Sammy Johns, chanteur et compositeur américain († 4 janvier 2013).
  - Mathieu Bénézet, écrivain français († 12 juillet 2013).
  - Peter « Pete » Postlethwaite, acteur britannique († 2 janvier 2011).
- 1949 : Jacques Duchesneau, policier et homme politique québécois.
- 1952 : Amélia Muge (gl), chanteuse portugaise née au Mozambique.
- 1953 :
  - Gérard Blanchard, auteur-compositeur-interprète vocal et musicien français.
  - Dan Quisenberry (en), joueur de baseball américain († 30 septembre 1998).
- 1954 : Marie-Christine Darah, doublure vocale française.
- 1955 :
  - Miguel Ferrer, acteur américain († 19 janvier 2017).
  - Alban Nikolai Herbst (Alexander Michael von Ribbentrop dit), écrivain allemand.
  - André Viard, matador français.
- 1959 :
  - Christine Angot, écrivaine et chroniqueuse française primée.
  - Éric Godon, comédien belge.
- 1960 : 
  - Steve Bronski, musicien britannique cofondateur du groupe Bronski Beat († 7 décembre 2021).
  - James Spader, acteur américain.
- 1961 : 
  - François d'Orléans, issu de la maison d’Orléans, dauphin de France († 31 décembre 2017).
  - Maria Probosz, actrice polonaise († 14 septembre 2010).
  - Didier Vavasseur, kayakiste français médaillé olympique.
- 1962 :
  - Garth Brooks, chanteur country américain.
  - David Bryan, musicien américain du groupe Bon Jovi.
  - Salvatore Antibo, athlète italien, spécialiste des courses de fond.
- 1963 :
  - François Pirette (Thierry Van Cauberg dit), humoriste belge.
  - Heidemarie Stefanyshyn-Piper, astronaute américaine.
- 1965 :
  - Julien Courbet (Frédéric Courbet dit), animateur et producteur de télévision.
  - Christopher Julius « Chris » Rock III, comédien et producteur de cinéma américain.
  - Daniel Sangouma, athlète français spécialiste du sprint.
- 1966 : 
  - Kristin Otto, nageuse est-allemande six fois championne olympique.
  - Jyrki Järvi, navigateur finlandais, champion olympique.
- 1968 :
  - Peter Bondra, joueur de hockey sur glace slovaque.
  - Katja K (Sussi La Cour dite), actrice pornographique danoise.
  - Mark Tewksbury, nageur canadien.
- 1969 : Yves Racine, joueur de hockey sur glace canadien.
- 1970 : Lisa Harvey, lutteuse canadienne.
- 1971 : Emmanuel Curtil, comédien français.
- 1972 :
  - Stephanie Swift, actrice pornographique américaine.
  - Amon Tobin, musicien brésilien.
  - Hélène Cortin, rameuse d'aviron française, double championne du monde.
  - Stephanie Cook, pentathlonienne britannique championne olympique.
- 1973 : Bridgette Gusterson, joueuse de water-polo australienne, championne olympique.
- 1974 :
  - J Dilla (James Dewitt Yancey dit), compositeur et rappeur américain († 10 février 2006).
  - Stephen John « Steve » Nash, basketteur canadien.
  - Nujabes (Jun Seba (瀬葉淳) dit), producteur et disc-jockey japonais († 26 février 2010).
- 1975 :
  - Alexandre Daigle, joueur de hockey sur glace canadien.
  - Rémi Gaillard, humoriste français.
  - Emily Loizeau, chanteuse franco-britannique.
  - Rafik Saïfi (رفيق صايفي), footballeur algérien.
- 1977 : 
  - Simone Raineri, rameur d'aviron italien champion olympique.
  - Chen Xiaomin, haltérophile chinoise championne olympique.
- 1978 :
  - David Aebischer, joueur de hockey sur glace suisse.
  - Endy Chávez, joueur de baseball vénézuélien.
  - Ashton Kutcher, acteur américain.
  - Milt Palacio, basketteur américano-bélizien.
  - Daniel Van Buyten, footballeur belge.
- 1979 :
  - Daniel Bierofka, footballeur allemand.
  - Yuriy Krivtsov, cycliste sur route franco-ukrainien.
- 1980 : Diogo Mateus, joueur de rugby à XV portugais.
- 1981 :
  - Éva Bisséni, judoka et jujitsuka française.
  - Monsieur Poulpe, acteur, animateur et chanteur français.
- 1982 :
  - Mickaël Piétrus, basketteur français.
  - Hugo Suárez, footballeur bolivien.
- 1983 :
  - Jonathan Brison, footballeur français.
  - Christian Klien, pilote de F1 et de courses automobile d'endurance autrichien.
- 1984 : Jillian Robbins, basketteuse américaine.
- 1985 : Christophe Mandanne, joueur de football français.
- 1987 :
  - Joel Freeland, basketteur anglais.
  - Kerli (Kerli Kõiv dite), chanteuse estonienne.
  - Ibrahima Thomas, basketteur sénégalais.
- 1988 : Christian Schneuwly, footballeur suisse.
- 1990 :
  - Jacksepticeye (Seán William McLoughlin dit), vidéaste irlandais.
  - Jonathan Rousselle, basketteur français.
  - Steven Stamkos, joueur de hockey sur glace canadien.
  - Rebecca Ward, escrimeuse américaine.
- 1991 :
  - Ian Boswell, cycliste sur route américain.
  - Ryan O'Reilly, hockeyeur professionnel canadien.
- 1992 :
  - Jain (Jeanne Galice dite), chanteuse française.
  - Sergi Roberto, footballeur espagnol.
  - Michael Valgren, cycliste sur route danois.
- 1995 : Gaël Andonian (Կաէլ Անտոնեան), footballeur arménien.
- 1996 : Pierre Gasly, pilote de Formule 1
- 1998 : Sharlot (1998-), musicien, chanteur et auteur-compositeur russe.

## Décès

### IIesiècle
- 199 (ou 198) : Lü Bu, général puis seigneur de guerre chinois de l’époque de la fin de la dynastie Han (° v. 153 ou 156).

### XVIesiècle
- 1560 : Baccio Bandinelli (Bartolomeo Bandinelli dit), peintre italien (° 17 octobre 1493).
- 1573 : Hedwige Jagellon, de la dynastie polonaise des Jagellon (° 15 mars 1513).

### XVIIIesiècle
- 1725 : Hermann Zoll, jurisconsulte allemand (° 3 février 1643).

### XIXesiècle
- 1837 : Gustave IV Adolphe, roi de Suède de 1792 à 1809 (° 1er novembre 1778).
- 1869 : Léonard Victor Charner, amiral de France (° 13 février 1797).
- 1871 : Henry E. Steinway (Heinrich Engelhard Steinweg dit), industriel allemand (° 15 février 1797).
- 1878 : Pie IX (Giovanni Maria Mastai Ferretti dit), 255e pape, en fonction de 1846 à 1878 (° 13 mai 1792).
- 1882 : Édouard De Bièfve, peintre belge (° 4 décembre 1808).
- 1886 : Alessandro Raffaele Torlonia, banquier italien (° 1er janvier 1800).
- 1894 : Adolphe Sax, facteur d'instruments de musique belge (° 6 novembre 1814).
- 1895 : « El Tato » (Antonio Sánchez dit), matador espagnol (° 6 février 1831).

### XXesiècle
- 1904 : Alfred Velghe, pilote automobile français (° 1871).
- 1911 : Frederik Abrahamson, officier et homme politique danois (° 29 octobre 1822).
- 1920 : Charles Langelier, homme politique canadien (° 23 août 1850).
- 1926 : William Evans Hoyle, zoologiste britannique (° 28 janvier 1855).
- 1938 : Harvey Firestone, industriel américain (° 20 décembre 1868).
- 1943 : Clara Novello Davies, chanteuse, enseignante et chef d'orchestre galloise (° 7 avril 1861).
- 1959 :
  - Eddie « Guitar Slim » Jones, musicien américain (° 10 décembre 1926).
  - Napoléon « Nap » Lajoie, joueur de baseball américain (° 5 septembre 1874).
  - Daniel François Malan, homme politique sud-africain (° 22 mai 1874).
- 1964 : Flaminio Bertoni, designer automobile italien (° 10 janvier 1903).
- 1971 : Marie Christophe Robert Borocco, diplomate et résistant français (°17 mai 1909).
- 1972 : Walter Lang, cinéaste américain (° 10 août 1896).
- 1978 : Jacques Chastenet, historien et académicien français (° 20 avril 1893).
- 1979 : Josef Mengele, médecin allemand (° 16 mars 1911).
- 1983 : Takei Takeo (武井 武雄), graveur et illustrateur japonais (° 25 juin 1894).
- 1985 :
  - Georges Gramme, homme politique belge (° 22 février 1926).
  - Matt Monro (Terence Edward Parsons dit), chanteur britannique (° 1er décembre 1930).
- 1986 :
  - Cheikh Anta Diop, historien et anthropologue sénégalais (° 29 décembre 1923).
  - Minoru Yamasaki, architecte américain (° 1er décembre 1912).
- 1990 : James Van Heusen (Edward Chester Babcock dit), compositeur américain (° 26 janvier 1913).
- 1991 : Jean-Paul Mousseau, peintre québécois (° 1er janvier 1927).
- 1994 :
  - Jorge Brum do Canto, cinéaste portugais (° 10 février 1910).
  - Witold Lutosławski, compositeur et chef d'orchestre polonais (° 25 janvier 1913).
  - Arnold Smith, diplomate canadien (° 18 janvier 1915).
- 1998 : Lawrence Sanders, romancier et nouvelliste américain (° 15 mars 1920).
- 1999 :
  - Hussein, roi de Jordanie de 1952 à 1999 (° 14 novembre 1935).
  - María de la Concepción de Oleza y Gual de Torrella dite Marie de la Conception, carmélite espagnole (° 15 avril 1905).

### XXIesiècle
- 2001 :
  - Jean-Paul Beugnot, basketteur français (° 25 juin 1931).
  - Marianne Breslauer, photographe allemande (° 20 novembre 1909).
  - Dieter Dengler, aviateur américain (° 22 mai 1938).
  - Dale Evans (Lucille Wood Smith dite), chanteuse, compositrice et actrice américaine, veuve de Roy Rogers (° 31 octobre 1912).
  - Michael Grylls, homme politique britannique (° 21 février 1934).
  - King Moody, acteur américain (° 6 décembre 1929).
  - Anne Morrow Lindbergh, aviatrice et femme de lettres américaine, veuve de Charles Lindbergh (° 22 juin 1906).
- 2005 :
  - Lazar Nikolov (Лазар Костов Николов), compositeur bulgare (° 26 août 1922).
  - Madeleine Rebérioux, historienne française (° 8 septembre 1920).
  - Paul Rebeyrolle, peintre français (° 3 novembre 1926).
  - Robert George « Bob » Turner, joueur de hockey sur glace canadien (° 31 janvier 1934).
- 2009 : 
  - John Higson « Jack » Cover, Jr., inventeur américain du pistolet à impulsion électrique (° 6 avril 1920).
  - Blossom Dearie, chanteuse et pianiste américaine de jazz bebop (° 28 avril 1924, ou 1926).
- 2016 : Juliette Benzoni, romancière française, auteure de romans historiques (° 30 octobre 1920).
- 2017 :
  - Svend Asmussen, violoniste danois (° 28 février 1916).
  - Alain Paul Bonnet, homme politique français (° 10 janvier 1934).
  - Smaïl Hamdani (إسماعيل حمداني), homme politique algérien, Premier ministre de l'Algérie de 1998 à 1999 (° 11 mars 1930).
  - Hans Rosling, médecin théoricien, statisticien et conférencier suédois (° 27 juillet 1948).
  - Tzvetan Todorov, critique littéraire, sémiologue, philosophe et historien des idées français d'origine bulgare (° 1er mars 1939).
- 2020 :
  - Pierre Guyotat, écrivain français (° 9 janvier 1941).
  - Li Wenliang, médecin ophtalmologue, lanceur d'alerte sur le début de l'épidémie de coronavirus (° 12 octobre 1986).
- 2022 : 
  - Jacques Calonne, musicien, acteur, chanteur, compositeur, peintre et écrivain belge (° 10 août 1930).
  - Margarita Lozano, actrice espagnole aussi active en Italie voire en France (° 14 février 1931).
- 2023 :
  - Janet Anderson, femme politique britannique (° 6 décembre 1949).
  - Daniel Defert, sociologue français (° 10 septembre 1937).
  - Abdelkader Drif, dirigeant sportif algérien (° mars 1937).
  - Almut Eggert, actrice de doublage allemande (° 7 juin 1937).
- 2024 :
  - Stanislas Adotevi, philosophe et homme politique béninois (° 4 février 1934).
  - Ryōko Akamatsu, fonctionnaire, ambassadrice, diplomate et femme politique japonaise (° 24 août 1929).
  - Luigi Arienti, coureur cycliste italien (° 6 janvier 1937).
  - Vaja Azarashvili, compositeur, pianiste et pédagogue soviétique puis géorgien (° 13 juillet 1936).
  - Alfredo Castelli, scénariste de bande dessinée et critique littéraire italien (° 26 juin 1947).
  - Alfred Grosser, politologue, sociologue et historien franco-allemand (° 1er février 1925).

## Célébrations

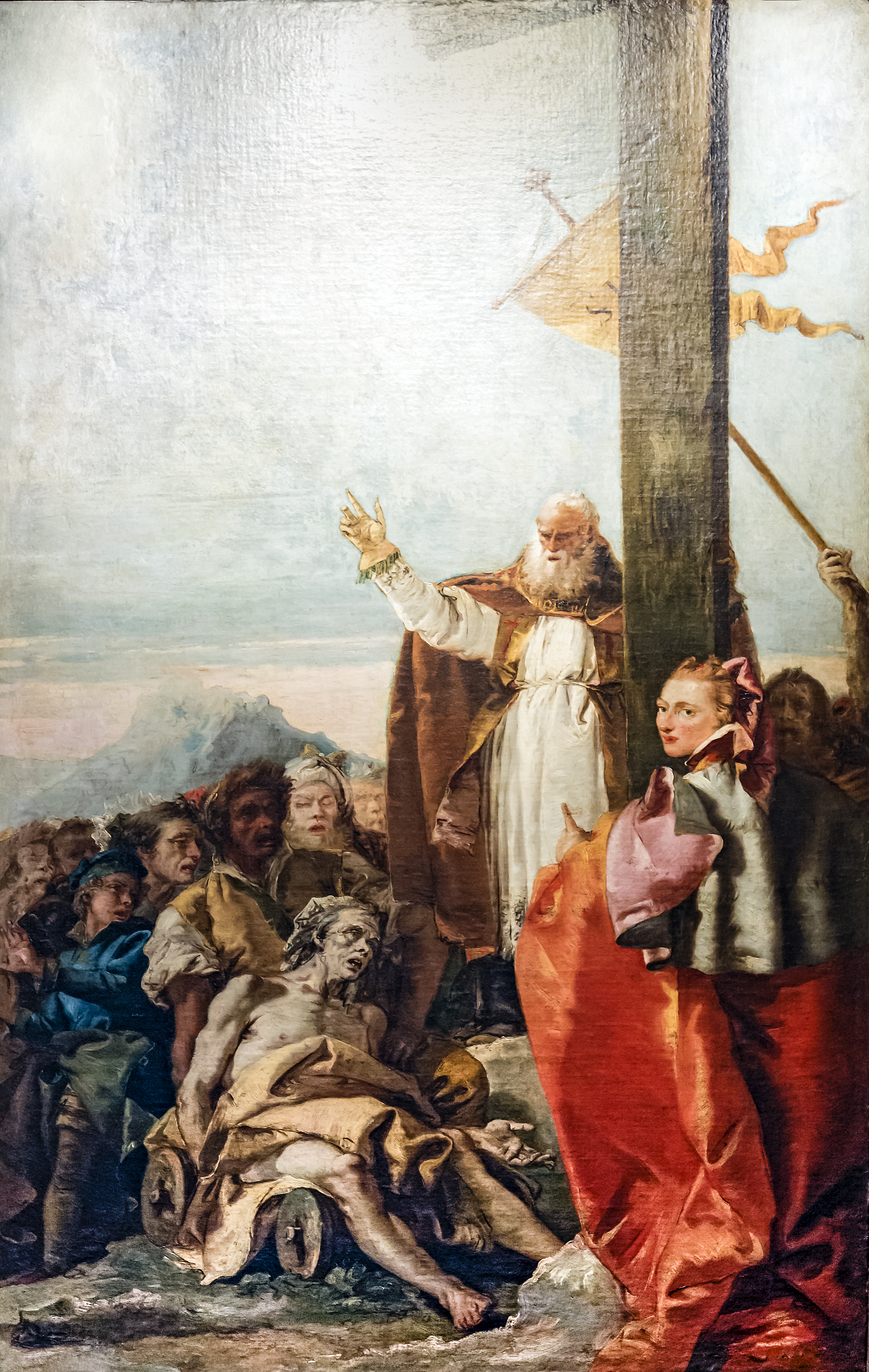
Macaire de Jérusalem.

### Internationale et nationale
- Journée mondiale sans téléphone portable[19].[réf. à confirmer]
- Grenade : Independence Day (Grenada) (en) ou « jour de l'indépendance » ou d'émancipation de la suzeraineté du Royaume-Uni en 1974.

### Religieuses
- Christianisme orthodoxe : mémoire de Macaire de Jérusalem (illustré ci-contre et † vers 334), dans le lectionnaire de Jérusalem.

### Saints des Églises chrétiennes

#### Saints des Églises catholiques et orthodoxes
Saints des Églises catholiques et orthodoxes :
- Adauque de Phrygie († 305), martyr de Phrygie sous Dioclétien et Maximien.
- Amand de Maastricht († 679), évangélisateur de la Gaule Belgique.
- Audren († Ve siècle), fils de Salaün, roi de Bretagne.
- Chrysole († 303), évangélisateur du nord-est de la Gaule, martyr près de Comines.
- Fidèle de Mérida († 570), 10e évêque de Mérida.
- Julienne de Bologne († 430), veuve et mère de famille nombreuse à Bologne.
- Laurent de Siponto (it) († 546), évêque de Siponto à l'origine du sanctuaire de Monte Gargano.
- Liobette († IVe siècle), originaire d'Orléans, suivante de sainte Hélène.
- Luc (en) dit le Nouveau († 953), ermite au mont Steirion en Grèce (voir 18 octobre catholique grégorien).
- Maxime de Nole (it) († IIIe siècle), 2e évêque de Nole.
- Meldon († VIe siècle), ermite à Péronne.
- Moïse († 389), évêque des arabes nomades du désert de Sinaï.
- Parthénios († IVe siècle), évêque de Lampsaque.
- Richard le Saxon (en) († 722), roi saxon, père de sainte Walburge, de saint Willibald et de saint Wunibald.
- Sarkis († 362), officier romain et martyr.
- Théodore le Stratilate († IVe siècle), martyr à Héraclée.
- Tresain († VIe siècle), prêtre né en Irlande.
- Vedaste de Verceil († 578), 15e évêque de Verceil.

#### Saints et bienheureux des Églises catholiques
Saints et bienheureux des Églises catholiques :
- Adalbert Nierychlewski († 1942), bienheureux prêtre polonais de la congrégation de Saint Michel Archange, martyr au camp d'Auschwitz.
- Alfredo Cremonesi († 1953), bienheureux prêtre italien martyr.
- Anne-Marie Adorni († 1893), bienheureuse laïque italienne fondatrice des servantes de l'Immaculée Conception de Parme.
- Anselme Polanco (es) († 1939), bienheureux évêque de Teruel et son vicaire général Philippe Ripoll Morata, martyrs à Pont de Molins.
- Antoine de Stroconio (en) († 1461), bienheureux franciscain italien formé par son oncle le bienheureux Jean Vici et par le bienheureux Thomas de Florence.
- Clara Ludmilla Szczesna († 1916), bienheureuse religieuse polonaise.
- Eugénie Smet († 1871), bienheureuse religieuse française fondatrice de la congrégation des auxiliatrices des âmes du purgatoire.
- Égide-Marie de Saint-Joseph († 1812), franciscain italien.
- Guillaume Saultemonche et Jacques Salès († 1593), bienheureux jésuites martyrs des huguenots à Aubenas dans le Vivarais.
- Jean de Triora († 1816), franciscain martyr à Changsha dans la province du Hunan en Chine.
- Nivard de Clairvaux († 1150), bienheureux moine frère de saint Bernard de Clairvaux, cistercien.
- Pie IX († 1878), bienheureux 253e pape de 1846 à 1878.
- Pierre Verhun (en) († 1957), bienheureux prêtre gréco-catholique ukrainien, visiteur apostolique en Allemagne et relégué en Sibérie, martyr.
- Rizzier († 1236), bienheureux franciscain compagnon de saint François.
- Rosalie Rendu († 1856), bienheureuse religieuse française sœur de saint Vincent de Paul.
- Thomas Sherwood († 1579), bienheureux laïc anglais martyr à Tyburn.

#### Saints orthodoxes,aux dates parfois"juliennes"ou orientales
Saints des Églises orthodoxes :
- Georges de Fournes († 1866), martyr de Turcs qui le dépecèrent stricto sensu en Crète.

### Prénoms du jour[Où?]
Bonne fête aux Eugénie et ses variantes ou dérivés : Eugenia, Eugénia, Genia, Génia, Genie, Génie, etc.
Et aussi aux :
- Aodren et ses variantes ou dérivés : Aoldren, Audrain, Audran, Audren, Audréna, Audrène, etc. (voir 7 janvier, 6 février ou 23 juin pour les Audrey, Aldric).
- Aux Derhen et ses dérivés : Derien, Derrien, etc.

## Traditions et superstitions

### Dictons
- « À la Sainte-Eugénie, petit oiseau, reste dans ton nid. »[22]
- « Il faut qu'à la Sainte-Eugénie, toutes semailles soient finies. »[23]

### Astrologie
- Signe du zodiaque : 18e jour du signe astrologique du Verseau.

## Toponymie
- Plusieurs voies, places, sites ou édifices de pays ou provinces francophones contiennent la date du jour dans leur nom (voir Sept-Février ).